# Петелово
Петелово (болг. Петелово) — село в Болгарии. Находится в Кырджалийской области, входит в общину Черноочене. Население составляет 251 человек.

## Политическая ситуация
В местном кметстве Петелово, в состав которого входит Петелово, должность кмета (старосты) исполняет Ахмед  Шабан Ахмед (Движение за права и свободы (ДПС)) по результатам выборов правления кметства.
Кмет (мэр) общины Черноочене — Айдын Ариф Осман (Движение за права и свободы (ДПС)) по результатам выборов в правление общины.